# 御分唐船
御分唐船（ごぶんとうせん）とは、鎌倉幕府の直営で日宋貿易に従事していた船。
その起源・内容は明らかではないが、文永元年（1264年）の追加法422条において大宰府に対して御分唐船の停止が命じられている。以後、鎌倉幕府は建長寺船のように民間貿易に依拠する形で輸入品を入手するようになった。その理由としては、モンゴル帝国の南宋侵攻の本格化や北条時宗の得宗家継承に伴う御代始の徳政があったと考えられている。